# Edith Treybal
Edith Treybal (n. 1922, Sibiu, România – d. 17 aprilie 1977) a fost o atletă, înotătoare și schioare română de etnie germană.

## Biografie

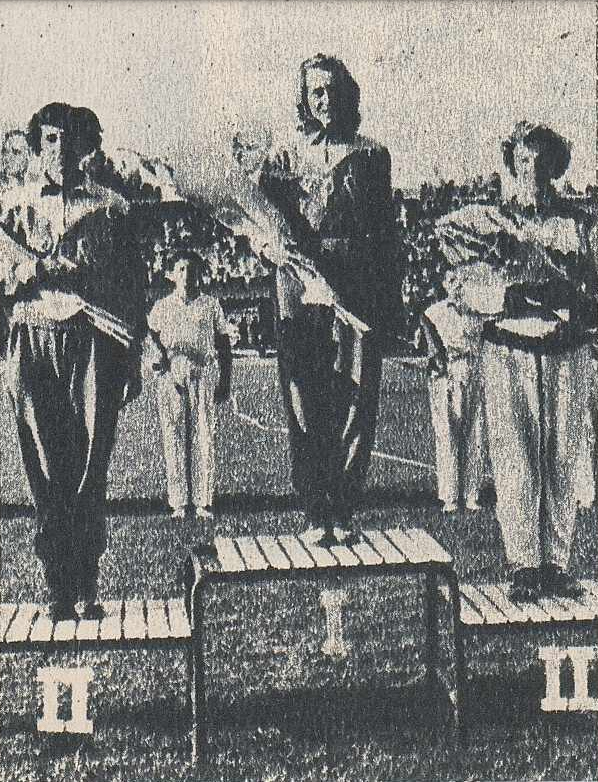
În 1954 a câștigat cursa de 800 m la Campionatele Internaționale.

Sportiva s-a născut în anul 1922 în Sibiu. A fost legitimată la cluburile Armin Sibiu (1939-1940), G.E.G. Sibiu (1941-1942), A.S. Scheiul Brașov (1947), Electrica Timișoara (1948-1949) și Progresul Timișoara (1950-1955). La Sibiu a fost pregătită de Reinhold Kreisel. Ulterior, Cornel Ivănescu a fost antrenorul ei. Edith Treybal a fost campioană națională în probele de 800 m, 400 m, 4x100 m, 3x800 m, pentatlon și cros. Pe 1 noiembrie 1953 a stabilit la Timișoara un record mondial pe distanța de o milă cu timpul de 5:00,3.
De asemeanea, ea a fost multiplă campioană la înot în probele de 100 și 200 m bras și ștafeta de 3x100 m mixt (1938-1940) și la schi în probele de slalom și coborâre (1946-1947). A primit titlul de maestră a sportului.
După retragerea sa din acitivitate sportivă, Edith Treybal a fost profesoară de educație fizică. A murit la vârsta de 54 de ani pe 17 aprilie 1977 într-o avalanșă produsă în zona Bâlea Lac. A participat la o tabară de schi organizată de Școala Germană din Sibiu, acum Colegiul Național „Samuel von Brukenthal”. Avalanșa a ucis 23 de persoane, 19 elevi, trei profesori și un inginer.